# Mimi De Wilde
Mimi De Wilde (ca. 1955 - november 2004) was een Belgisch balletdanseres, choreografe en actrice.

## Levensloop
De Wilde was actief als danseres bij het Koninklijk Ballet van Vlaanderen. Later gaf ze balletles op Studio Herman Teirlinck en was ze onder meer actief bij het Nederlands Toneel Gent. Ook was ze onder meer te zien in de kortfilm Le Guide van Dimitri Karakatsanis uit 2001.
De Wilde was herstellende van borstkanker toen er bij haar acute leukemie werd vastgesteld. Kort daarop - in november 2004 - overleed ze op 49-jarige leeftijd. Ze was gehuwd met Guy Van Sande. Hun zoon Vincent is ook actief als acteur.

## Producties[4][5]
- Durant contra Dupont, Koninklijk Jeugdtheater, 1972 (acteur)
- Arto-rex, Studio Herman Teirlinck, 1980 (bewegingsadvies)
- De Trojaden, Studio Herman Teirlinck, 1986 (bewegingsadvies)
- Het cirkus, Studio Herman Teirlinck, 1988 (bewegingsadvies)
- Strelingen, Nederlands Toneel Gent, 1997 (regie-assistentie)
- Voorjaarsontwaken, Nederlands Toneel Gent, 1997 (regie-assistentie)
- Het bal (je danse donc je suis), Nederlands Toneel Gent, 1998 (artistieke medewerking)
- Dahlia's en gladiolen (voortijdig klaar), Nederlands Toneel Gent, 1998 (kostumering)
- De reis naar Lourdes, Nederlands Toneel Gent, 1999 (artistieke medewerking)
- Kat op een heet zinken dak, Nederlands Toneel Gent / Hogeschool Gent, 1999 (artistieke medewerking)
- Fun, Nederlands Toneel Gent, 1999 (regie[6] en decorontwerp)
- Macbeth, Nederlands Toneel Gent, 1999 (artistieke medewerking)
- Onrust (werktitel), Hogeschool Gent 2000 (coaching)
- De kikkerkoningin, Mechels Miniatuur Teater, 2000 (vormgeving)